# Pededze socken
Pededze socken (lettiska: Pededzes pagasts) är ett administrativt område i Alūksne kommun i Lettland.